# جيم دير (صحفي)
جيم دير (بالإنجليزية: Jim Dwyer)‏ (4 مارس 1957 في نيويورك - 8 أكتوبر 2020 في نيويورك)، هو صحفي أمريكي، ولد في 4 مارس 1957 في نيويورك في الولايات المتحدة.